# 泰遠寺
泰遠寺（たいおんじ）は、福井県福井市にある日蓮宗の寺院。旧本山は大本山妙顕寺。

## 概要
越前松岡藩主松平昌勝が松岡に在った寛文元年（1661年）、越前国南条郡大道村の妙泰寺十三世日琢を招請し、松岡観音町に創建された。正徳3年（1713年）頃の松岡家中絵図（松平文庫）によると、当寺は松岡観音町南裏側に所在していた。当初、妙泰寺と号したが、大道村の妙泰寺と同名であったことから、泰遠寺へと改称した。
享保6年（1721年）、福井藩主松平吉邦が没し、その兄であった松岡藩主松平宗昌（当時の名乗りは昌平）が本藩である福井藩を継ぐこととなり、松岡藩は福井藩に併合された。これに伴い、旧松岡家中は享保10年（1725年）から元文4年（1739年）にかけて福井へ引き移り、家中を檀越としていた当寺も、寛保元年（1741年）、松岡より福井城下足羽山南に位置する現在地に移転した。
当寺に葬られた人物としては、越前松岡藩士で軍学者の片山良庵や、福井藩士で歌人の笹川道張がいる。
松岡時代の当寺には築山が隣接していたが、後代に至って古墳であったことが判明し、泰遠寺山古墳と名付けられた。

## 交通アクセス
- 福井鉄道福武線商工会議所前駅から徒歩約3分

## 関連文献
- 野村英一『松岡町史 上巻』（松岡町,1978）